# V.I.P.
V.I.P. (takođe VIP) beogradski je rep/hip-hop dvojac koji čine Ivan Jović (Ikac) i Relja Milanković (Reksona ,Demian, Rexxxona).

## Diskografija
- Ekipa stigla (2002) Album
- Živa istina (2010) Album
- Ova zemlja ft. Rolex (2020) Single

## Spoljašnje veze
- na
- https://open.spotify.com/artist/4nwY4v7coBSiZO2s0fdOKo?si=mVB917alQfySV_UZzUiECQ